# 堀広道
堀 広道（ほり ひろみち、1960年5月25日 - ）は、日本の俳優。東京都練馬区出身。妻は女優の鈴木淑恵。身長166cm、体重49kg。血液型はO型。本名同じ。

## 経歴
都立工業高校中退後にアルバイトをしながら劇団ひまわりの養成所に所属し、1979年に映画『宇能鴻一郎の女体育教師』でデビューする。その後はテレビドラマを中心に活躍し、刑事ドラマでは多数ゲスト出演している。また、1983年に設立された劇団「アクターズ・スリル&チャンス」の創設メンバーでもある（1998年解散）。
一時期俳優業から退いていたが、2012年頃から活動を再開した。主に劇団「劇団鳥獣戯画」の公演を中心に活動している。
暇があると乗っていたほどオートバイ好きでもあった。

## 出演作品

### 映画
- 宇能鴻一郎の女体育教師（1979年、にっかつ） - 村田 役
- 僕は何をやってもダメな男です（1979年、KYOぷろだくしょん）
- 団鬼六 少女縛り絵図（1980年、にっかつ）
- 愛の白昼夢（1980年、にっかつ）
- 制服体験トリオ わたし熟れごろ（1981年、にっかつ） - 海老沢武 役
- ひと夏の体験 青い珊瑚礁（1981年、にっかつ） - 正彦 役
- セーラー服鑑別所（1982年、にっかつ） - 山田 役
- 女教師 生徒の眼の前で（1982年、にっかつ） - 貴志 役
- ブレイクタウン物語（1985年、にっかつ） - 誠 役
- 幕末青春グラフィティ Ronin 坂本竜馬（1986年、東宝） - 陸奥陽之助 役
- トットチャンネル（1987年、東宝） - 今泉光二 役
- 三毛猫ホームズの推理<ディレクターズ・カット>（1998年、PSC） - 石津国明 役

### Vシネマ
- 任侠株式会社 会社の作り方教えます（1994年、バップ） - 上杉 役

### テレビドラマ
- NHK大河ドラマ（NHK）
  - 草燃える（1979年） - 僧 役
  - 獅子の時代（1980年） - 岡倉少年 役
  - 徳川家康（1983年） - 不破伴作 役
  - 独眼竜政宗（1987年） - 最上家親 役
- 太陽にほえろ! 第394話「鮫やんの受験戦争」（1980年2月15日、日本テレビ）
- 土曜ナナハン学園危機一髪「グッバイ・ミュージックメイト」（1980年9月27日、フジテレビ）
- 3年B組金八先生 第2シリーズ（1980年 - 1981年、TBS） - 沢井純 役
- 銭形平次 第755話「汚れなき純情」（1981年2月18日、フジテレビ） - 安吉 役
- 大江戸捜査網 第3シリーズ 第387話「銃口に立ち向かう男」（1981年、東京12チャンネル）
- ぼくらの時代（1981年、TBS） - 岡田順治 役
- メチャン子・ミッキー（1982年、TBS）
- セーラー服と機関銃（1982年、フジテレビ） - チョロ松 役
- ねらわれた学園（1982年、フジテレビ） - 石原雄太 役
- 土曜グランド劇場「天まであがれ!」 第21話（1982年9月4日、日本テレビ） - 宮下 役
- さよなら三角（1983年、フジテレビ） - 高岡 役
- 金曜劇場「若草学園物語」（1983年、日本テレビ） - 鉄男 役
- 青春はみだし刑事（1983年 - 1984年、読売テレビ） - 川島新吾 役
- 新鋭ディレクタードラマシリーズ「カムバック」（1984年3月25日、TBS） - 主演
- 必殺仕切人 第17話「もしも江戸に占いブームが起ったら」（1984年12月21日、朝日放送） - 麟太郎 役
- ポーラテレビ小説「夢かける女」（1985年、TBS）
- 私鉄沿線97分署 第21話「チンピラ青春砂漠・ワン!」（1985年、テレビ朝日）
- スケバン刑事 第8話「女高生モデル殺人事件」（1985年6月13日、フジテレビ） - 山口信一郎 役
- 誇りの報酬（日本テレビ）
  - 第10話「さらば、田舎刑事!」（1985年12月15日） - 川西 役
  - 第41話「東京－仙台・追跡300キロ」（1986年7月20日） - 斉藤豊 役
- 親にはナイショで…（1986年、TBS） - 大場良夫 役
- 木曜ドラマストリート「ぼくらの時代」（1986年5月29日、フジテレビ）
- 西田敏行の泣いてたまるか 第1話「花嫁のお父ちゃん」（1986年10月21日、TBS）
- 特捜最前線 第488話「強殺犯逃亡・あぶない道連れ!」（1986年10月30日、テレビ朝日）
- どうぶつ通り夢ランド 第15話「痛快! 押しかけ女房は女子大生!」（1987年2月11日、テレビ朝日）
- 超獣戦隊ライブマン（1988年 - 1989年、テレビ朝日） - 矢野卓二（1、5、8、29、30話のみ） 役
- NEWジャングル 第9話「飛べない鶴」（1988年3月4日、日本テレビ）
- ゴリラ・警視庁捜査第8班 第18話「ゴリラの熱い一日・異常な兄弟愛の果てに…」（1989年8月27日、テレビ朝日）
- 水曜グランドロマン「空飛ぶ母子企業」（1989年4月12日、日本テレビ）
- 火曜ミステリー劇場「萩・津和野 幽霊海岸殺人事件」（1990年8月28日、テレビ朝日）
- 土曜ワイド劇場「洞爺湖殺人事件」（1990年9月8日、テレビ朝日）
- 銭形平次 第2シリーズ 第4話「消えたロウソク」（1992年、フジテレビ）
- 火曜サスペンス劇場「新・女検事 霞夕子2 罪深き血」（1994年8月16日、日本テレビ） - 中壺悟郎 役
- 月曜日のドラマスペシャル「三毛猫ホームズの推理」（1996年8月23日、テレビ朝日） - 石津国明 役

### 舞台
- アクターズ・スリル&チャンス全公演（1983年 - 1998年、THEATER TOPS・新宿アイランドホールほか）
- なぜか青春時代（1987年7月4日 - 31日、パルコ劇場・作/清水邦夫・演出/蜷川幸雄） - 片桐 役
- 十二夜（1987年11月11日 - 12月13日、銀座セゾン・演出/エイドリアン・ノーブル） - セバスチャン 役
- ロミオとジュリエット（1988年、サンシャイン劇場・演出/坂東玉三郎） - マキューシオ 役
- 三田佳子舞台生活20周年公演「雪國」（1989年10月2日 - 26日、新橋演舞場・作/川端康成・脚本/宮本研・演出/木村光一）
- たいせつなきみ（2013年、ザ・ポケット・作/TARAKO 演出/中尾隆聖） - 山崎寛治 役
- カリフォルニア・ドリーミン（2013年、ザ・スズナリ/相鉄本多劇場・作・演出/知念正文） - 川辺 役
- 神様、あなたの出番です（2014年、ザ・スズナリ/相鉄本多劇場）
- 劇団鳥獣戯画創立40周年記念公演・雲にのった阿国（2015年、ザ・スズナリ/相鉄本多劇場）
- 山吹峠に鶯鳴く（2015年、ザ・スズナリ/相鉄本多劇場・作・演出/知念正文） - 岡っ引き 役
- 時代劇ボードヴィルショー「踊れ唐獅子」（2016年、ザ・スズナリ・作・演出/知念正文）

### バラエティ番組
- 森田一義アワー 笑っていいとも!（フジテレビ・テレフォンショッキング、1988年5月4日初登場）

## ディスコグラフィー

### シングル
- Dream on Dream／Many Time（1983年、ユニオンレコード、UE-557・読売テレビ系ドラマ『青春はみだし刑事』エンディングテーマ、作詞・作曲：堀広道、編曲：佐佐木康雄）